# Volîțea, Andrușivka
Volîțea (în ucraineană Волиця) este o comună în raionul Andrușivka, regiunea Jîtomîr, Ucraina, formată numai din satul de reședință.
Localitatea face parte din regiunea istorică Volânia, iar după tratatul de pace de la Riga din 1921 a devenit parte a Uniunii Sovietice.

## Demografie
Componența lingvistică a satului Volîțea
     Ucraineană (97,76%)
     Rusă (2,11%)
Conform recensământului din 2001, majoritatea populației satului Volîțea era vorbitoare de ucraineană (97,76%), existând în minoritate și vorbitori de rusă (2,11%).